# Droga wojewódzka nr 597
Droga wojewódzka nr 597 (DW597) – droga wojewódzka  w województwie kujawsko-pomorskim przebiegająca przez teren powiatów toruńskiego i chełmińskiego. Droga ma długość 13 km. Łączy miejscowość Rzęczkowo z miejscowością Unisław.

## Przebieg drogi
Droga rozpoczyna się w miejscowości Rzęczkowo, gdzie odchodzi od drogi wojewódzkiej nr 546. Następnie kieruje się w stronę północną i po 13 km dociera do miejscowości Unisław, gdzie dołącza się do drogi wojewódzkiej nr 551. 

## Miejscowości leżące przy trasie DW597
- Rzęczkowo
- Cichoradz
- Siemoń
- Głażewo
- Unisław